# Pumpe-Leitung-Düse

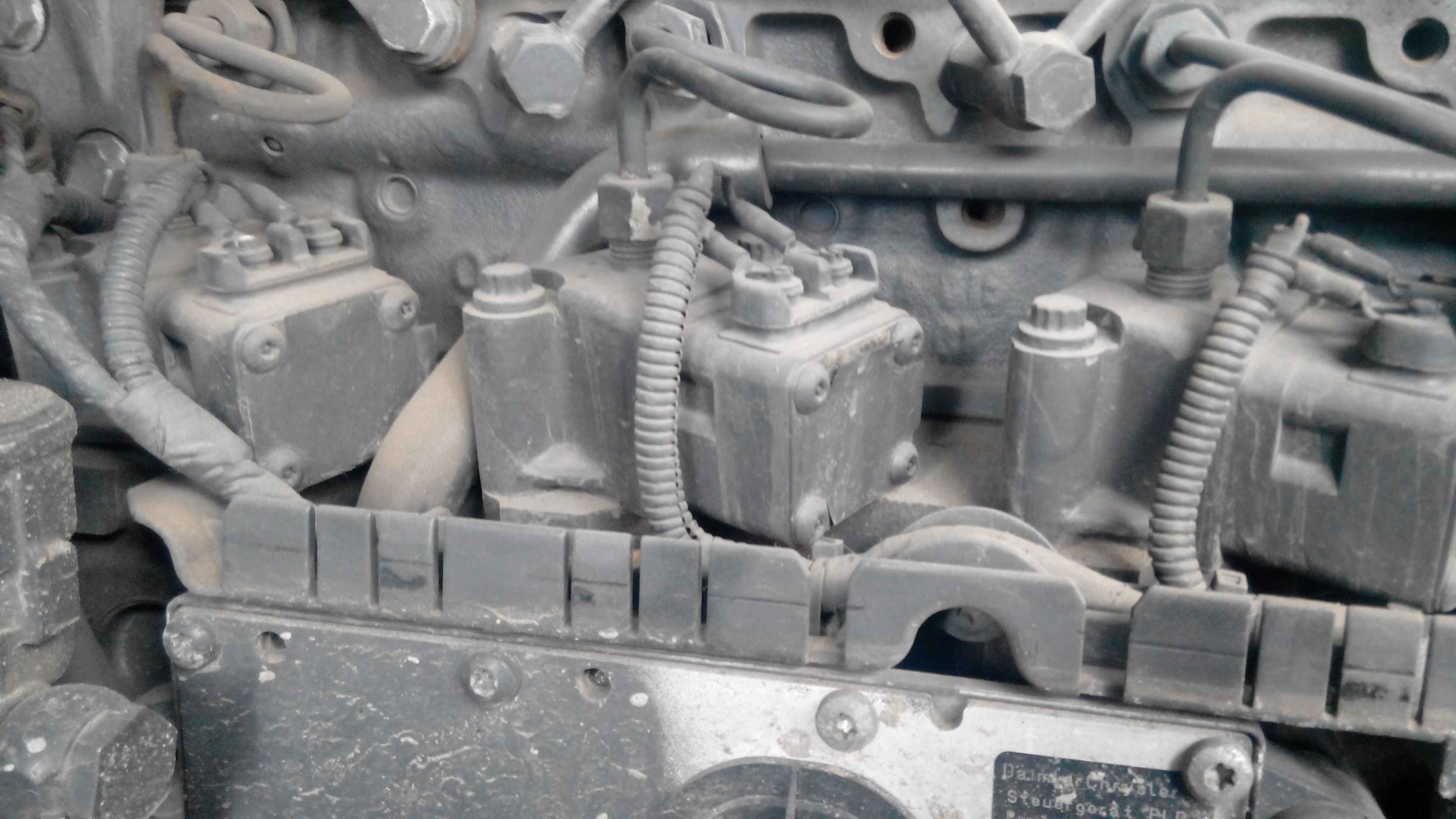
Pumpe-Leitung-Düse-System
am Mercedes OM906LA Dieselmotor

Das Pumpe-Leitung-Düse-System (engl. Unit Pump, Abkürzungen PLD oder UPS) ist ein Diesel-Einspritzsystem für Verbrennungsmotoren. Es wurde in den 90er Jahren von Bosch für LKW entwickelt. Bei diesem System ist jedem Zylinder eine durch die Nockenwelle betätigte, einzelne Einspritzpumpe zugeordnet. Über eine kurze Leitung wird der Kraftstoff in das Einspritzventil geführt.
Es ähnelt sowohl einem Einspritzsystem aus Steckpumpen als auch dem Pumpe-Düse-System.
Der Unterschied zu Pumpe-Düse liegt darin, dass Pumpe und Einspritzdüse dort ohne dazwischen liegende Leitung in ein Gehäuse integriert sind, während beim PLD-System eine kurze Leitung vorhanden ist. Dies erleichtert die Unterbringung am Motor, wenn die Nockenwelle nicht über dem Zylinderkopf liegt, führt aber zu einem geringen Druckverlust. 
Der Unterschied zur Einzelpumpe liegt darin, dass die Pumpe ein zusätzliches Magnetventil hat, das den Hochdruckraum der Pumpe zum Niederdruckbereich überbrücken kann und so die Ansteuerdauer gegenüber einem rein nockengesteuerten System variabel verkürzt oder auch unterbricht.
PLD-Systeme wurden weitgehend durch Common-Rail verdrängt.